# Важ Эжва
 Важ Эжва — посёлок в Усть-Куломском районе Республики Коми в составе сельского поселения Югыдъяг.

## География
Расположен на левобережье реки Вычегда на расстоянии примерно 62 км по прямой от районного центра села Усть-Кулом на восток.

## История
Известен с 1956 как посёлок лесозаготовителей. В 1959 здесь проживало 45 человек, в 1970 − 73, в 1989 — 25, в 1995 — 27. В переводе с коми Старая Вычегда (Эжва).

## Население
Постоянное население составляло 4 человека (коми 100 %) в 2002 году, 4 в 2010.